# Lilium occidentale
Lilium occidentale es una rara especie de lírio conocido en su zona nativa de crecimiento con el nombre de western lily. Es nativa del norte de California y del  sur de Oregón, donde están catalogadas 28 localizaciones todas ellas en un radio de seis millas de costa.

## Descripción
Esta es una hierba perenne que excede a veces los dos metros en altura. Crece a partir de un bulbo escamoso, alargado que puede tener casi 10 centímetros de largo. 
Las hojas crecen en una serie de espirales alrededor del tallo. Pueden ser lineares a de forma oval y de unos 20 centímetros de largo. 
La inflorescencia lleva hasta 35 flores de cabezas llamativas del lirio. La flor tiene 6 tépalos recurvados, cada uno de hasta 8 centímetros de largo, encrespado a veces nuevamente dentro de los anillos completos. Los tépalos son generalmente de color rojo a anaranjado, verde a amarillo, generalmente bicolor con más rojo y amarillo en el interior y más verdoso en las superficies externas. A menudo con manchas. Hay seis estambres con las anteras rojas grandes hasta 1.4 centímetros de largo, y un pistilo que puede tener más de 5 centímetros de longitud. 
La flor es polinizada principalmente por colibrís, incluyendo el colibrí de Allen (Selasphorus sasin).

## Hábitat
Crece en hábitat costero de praderas, pantanos y humedales estancados junto con especies de Drosera, peñas, acantilados arenosos, y en bosques templados de coníferas junto a la playas.
Esta rara especie silvestre tiene muy limitada su distribución y está amenazada directamente por un número de factores ambientales; es una especie en peligro que está catalogada como tal por los estados de California y de Oregón.

## Amenazas a la especie
Las amenazas para esta especie incluyen el pasto y apelmazamiento del terreno por el ganado, el desarrollo de los  ranchos, el cultivo de arándanos, deriva genética, los vehículos y el mantenimiento de las carreteras, y recogida hortícola de bulbos y flores. 
La invasión por los árboles de los hábitat de la planta por  sucesión natural o establecimiento deliberado y los fuegos, pueden alterar la hidrología y la estructura del suelo lo bastante como para eliminar a la especie. Cuando la planta fue catalogada como una especie amenazada en 1994, hay de 2000 a 3000 individuos en estado silvestre.